# 唐·喬望尼
《浪子終受罰》（義大利語：Il dissoluto Punito），又題《唐·乔万尼》（直譯為乔万尼先生），目录第527號，是由沃尔夫冈·阿马德乌斯·莫扎特譜曲，洛伦佐·达·彭特作詞的二幕義大利語歌劇，首演於1787年10月29日的布拉格城邦劇院，由莫札特本人親自指揮。
《唐·乔万尼》雖然和很多其他歌劇一樣，以唐璜為主要人物，但這個版本被普遍認為是在眾多版本中最為出類拔萃的。而达·彭特為歌劇準備的劇本，把該劇歸類為「詼諧戲劇」（dramma giocoso），而莫札特自己則把該劇收入「喜歌剧」（opera buffa）的分類下。雖然常歸類為喜劇，但是實際上該劇融合了喜劇、悲劇甚至超自然事件的元素。
歷來著名的唐·喬凡尼扮演者包括男低音艾齐欧·平扎（Ezio Pinza）、西萨·西艾皮（Cesare Siepi）、諾曼·特雷哥（Norman Treigle）以及男中音迪特里希·费雪尔-迪斯考、托馬斯·漢普遜和托馬士·阿倫等等。

## 背景
自1787年6月劇本完成後，莫札特便開始譜曲，直至同年10月28日完成。而在莫札特作曲的同時便開始彩排，作詞和作曲同時在場，以便即場作出修改，但首演也因此延遲。一般相信，莫札特最後才完成序曲的創作，傳抄人員在首演前一刻才完成抄寫，譜上墨水才剛剛乾，就拿去給樂團，即席視讀演奏。

### 首演
1787年10月29日，整套歌劇以全名「浪子終受罰，又稱唐·喬凡尼：二幕喜歌劇」（Il Dissoluto Punito ossia il Don Giovanni Dramma giocoso in due atti）在布拉格首演，一如既往，反應狂熱。《布拉格邸報》（Prager Oberamtszeitung）報導中指出：「音樂行家和演奏家都說，布拉格從未聽過這樣的（音樂）」，還指出「這套歌劇……表演難度極高。」維也納《省內新聞報》（Provincialnachrichten）指出：「莫札特先生親自指揮，並獲得來自各個階層的愉悅歡迎。」
1788年5月7日的維也納首演，莫札特也是親自執棒督陣。為了這次首演，莫札特分別為兩位獨唱家，增寫了兩首詠嘆調和其相關的宣敘調：第一首為扮演唐·奧塔維奧的男高音范切斯科·莫瑞拉（Francesco Morella），寫於4月24日〈我的快樂取決於她的安好〉（Dalla sua pace，目錄540a）；另一首則是4月30日落筆，為扮演艾維拉的女高音卡塔里娜·卡拉利耶里（Catarina Cavalieri）的〈多深的罪孽……這個壞人背叛了我〉（In quali eccessi … Mi tradì quell'alma ingrata，目錄540c）；另外在4月28日，還增寫了利波雷洛和澤林娜的二重唱〈妳這對纖纖小玉手〉（Per queste tue manine，目錄540b）。

## 音樂分析

### 演出安排
莫札特的原譜對於宣敘調的樂器配置有特別要求：木管樂器、圓號、小號、定音鼓和低音羽管鍵琴（basso continuo）的數量需為一般配置的雙倍，而弦樂部分則保持標準配置。此外，莫札特在多處加入特殊音效設計。例如，在第一幕結尾的舞會場景中，莫札特要求三支小型樂團同時在台上演奏不同節奏的舞曲，與此同時，不同角色在台上跳著相應的舞蹈，營造熱鬧的氛圍。在第二幕中，觀眾可以看到唐·喬凡尼（Don Giovanni）在台上演奏曼陀林，弦樂組以撥弦方式伴奏，為場景增添趣味。而在該幕稍後，當騎士長的石像首次開口說話時，莫札特額外加入三支長號，以增強氣勢和戲劇效果。
本作在早期的演出中，其最終合唱（final ensemble）通常會被省略，這一傳統似乎從歌劇首演後不久就開始了。根據19世紀波希米亞回憶錄作家威廉·庫赫（Wilhelm Kuhe）的記載，這首最終合唱僅在布拉格的首次演出中呈現，隨後在原始演出檔期內再未出現過。1788年的維也納劇本中也未包含這段最終合唱，因此電影《阿瑪迪斯》（Amadeus）中描繪的維也納首演以無最終合唱結束的場景可能符合史實。儘管如此，在當今的演出中，最終合唱幾乎總是以完整形式呈現。
現代製作有時會同時保留唐·奧塔維奧（Don Ottavio）的兩首咏嘆調：原版的「我的寶貝」（Il mio tesoro）以及為適應維也納首演男高音弗朗切斯科·莫雷拉（Francesco Morella）的演唱能力而改編的替換曲目「我的快樂取決於她的安好」（Dalla sua pace）。艾薇拉（Elvira）的咏嘆調「在何種過激之中，眾神啊……那無情之人背叛了我」（In quali eccessi, o Numi ... Mi tradì quell'alma ingrata）也通常會被保留。然而，維也納版本中柴琳娜（Zerlina）與萊波雷洛（Leporello）的二重唱「為了這雙小手」（Per queste tue manine）以及相關場景，幾乎從未被納入現代演出。

## 評價
- 丹麥哲學家索倫·奧貝·克爾凱郭爾在《非此即彼》（Enten-Eller）裡的一篇長篇論文中，引用夏尔·古诺的說話，指出《唐·喬凡尼》是一套「沒有瑕疵，毫無間斷的完美（作品）[4]」。

## 商業錄音
- 眾星，國立維也納劇院唱團，維也納愛樂樂團，约瑟夫·克里普斯指揮，Decca，1956年
- 眾星，愛樂管弦樂團與唱團，卡尔罗·马里亚·朱里尼指揮，RCA，1960年
- 眾星，布拉格國立劇院樂團，卡爾·貝姆指揮，DG，1967年
- 眾星，柏林德意志歌劇院唱團，柏林爱乐乐团，赫伯特·冯·卡拉扬指揮，DG，1986年

## 其它
- 終曲當中，唐·乔万尼拒絕悔改的情節，引起了成為不少作家筆下的哲學性和藝術性主題，當中包括蕭伯納在《人與超人》（Man and Superman）反諷地模仿這一幕，還詳細地列出最後這一幕的樂譜。
- 1979年，約瑟夫·羅西（Joseph Losey），曾將整套歌劇搬上大銀幕。
- 根據美國歌劇協會的數據顯示，現時《唐·喬万尼》在北美地區上演的頻率，名列第七。[5]
- 幾個不同版本的總譜對〈我的快樂取決於她的安好〉採取不同的編號：
  - 彼得斯（Peters）使用編號10a，排於第10曲、第11曲之間
  - 貝倫賴特（Bärenreiter）亦使用編號10a，然其選擇將此曲置於附錄部分
  - 布赖特科普夫与黑特尔（Breitkopf & Härtel）則是編為第11曲

## 外部連結
- 《唐·乔万尼》：谱子和报道（德语），《莫扎特全集》
- 《唐·喬万尼》：国际乐谱典藏计划上的乐谱